# تابون-آرال
تابون-آرال (به لاتین: Tabun-Aral) یک منطقهٔ مسکونی در روسیه است که در استان آستراخان واقع شده‌است.